# Hornbach
Hornbach település Németországban, Rajna-vidék-Pfalz tartományban. Lakosainak száma 1419 fő (2023. december 31.).

## Népesség
A település népességének változása:
| Lakosok száma | 1792 | 1472 | 1435 | 1427 | 1432 | 1419 |
|               | 1975 | 2017 | 2019 | 2021 | 2022 | 2023 |

## Képgaléria

Hornbach
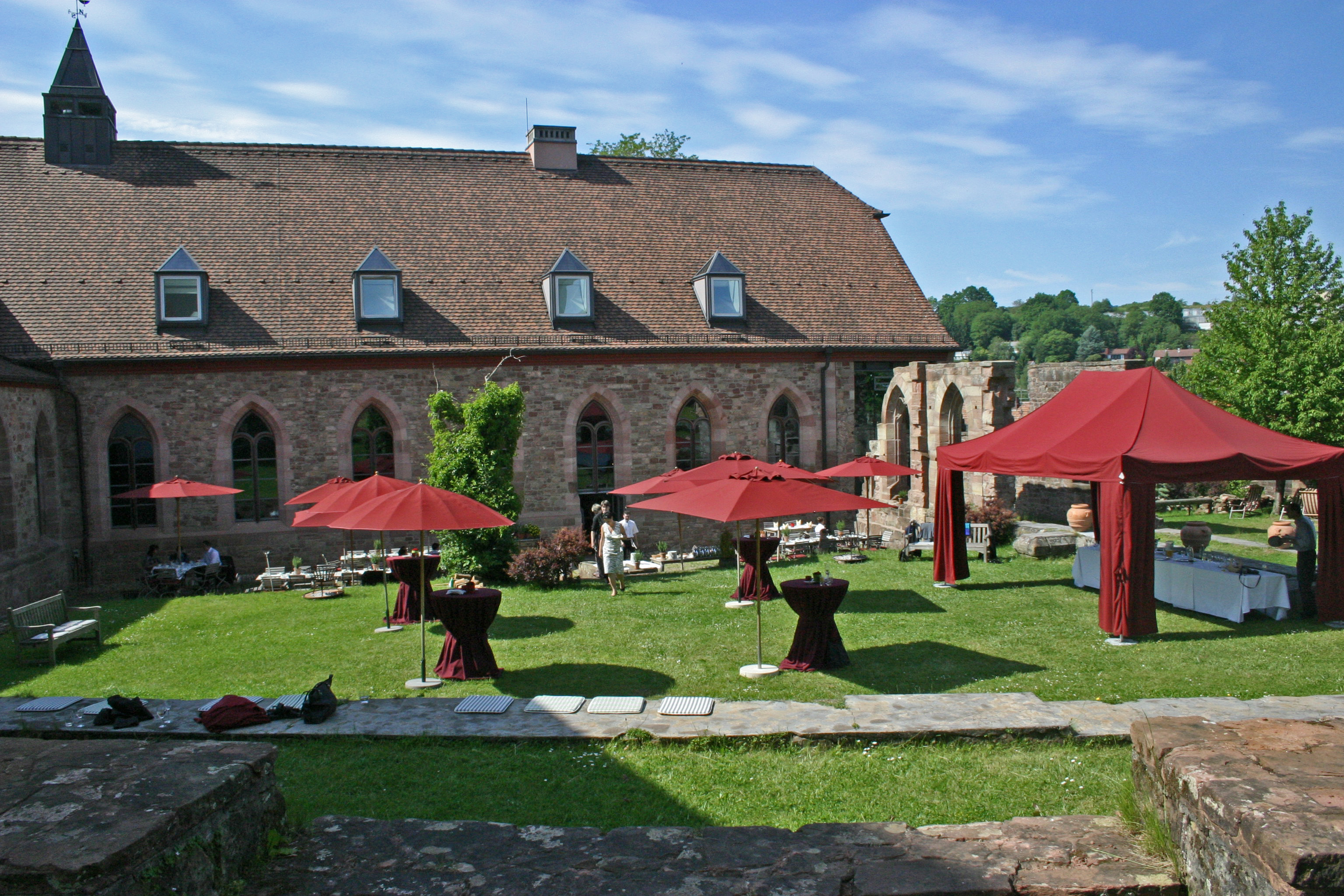
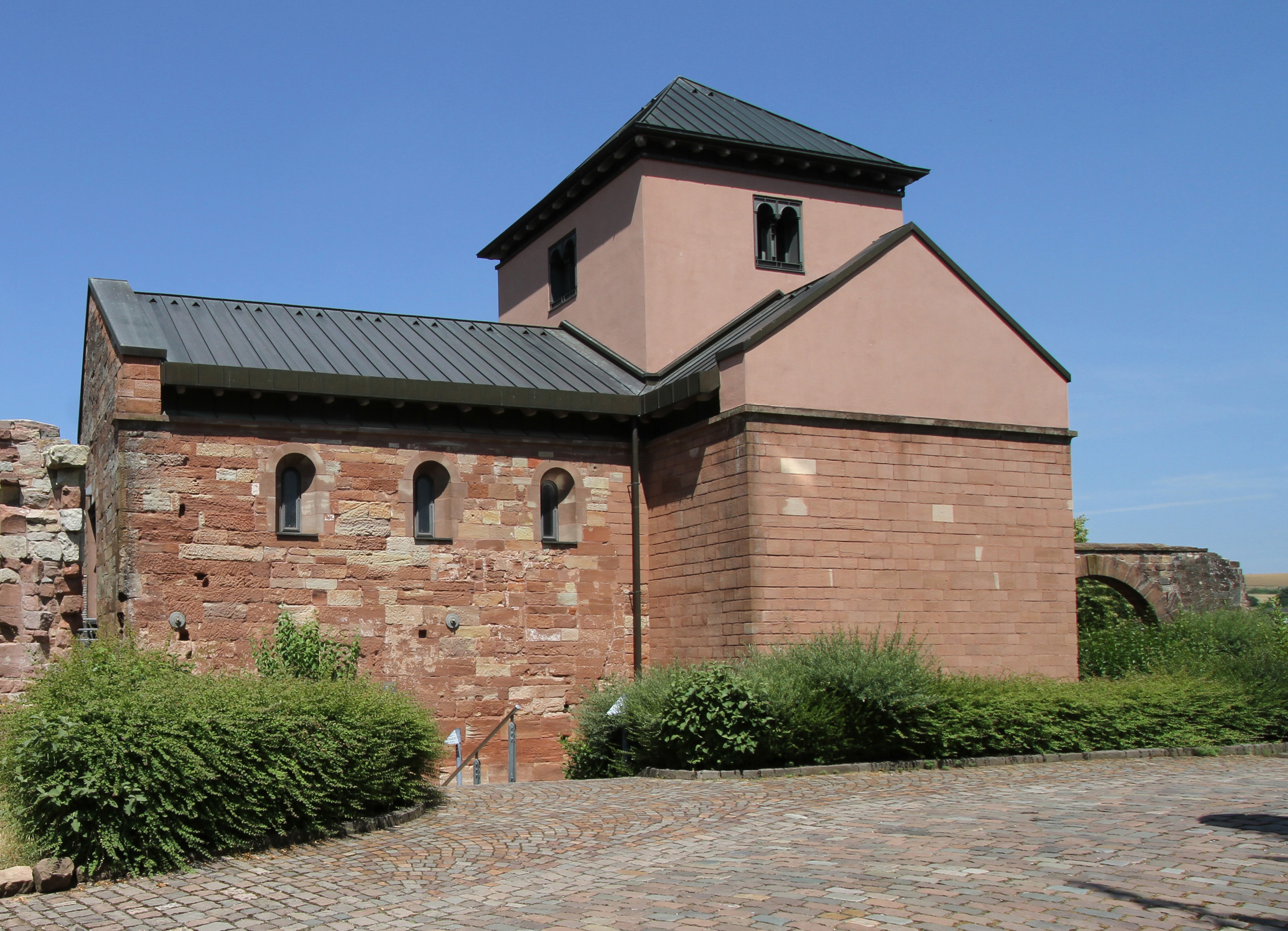
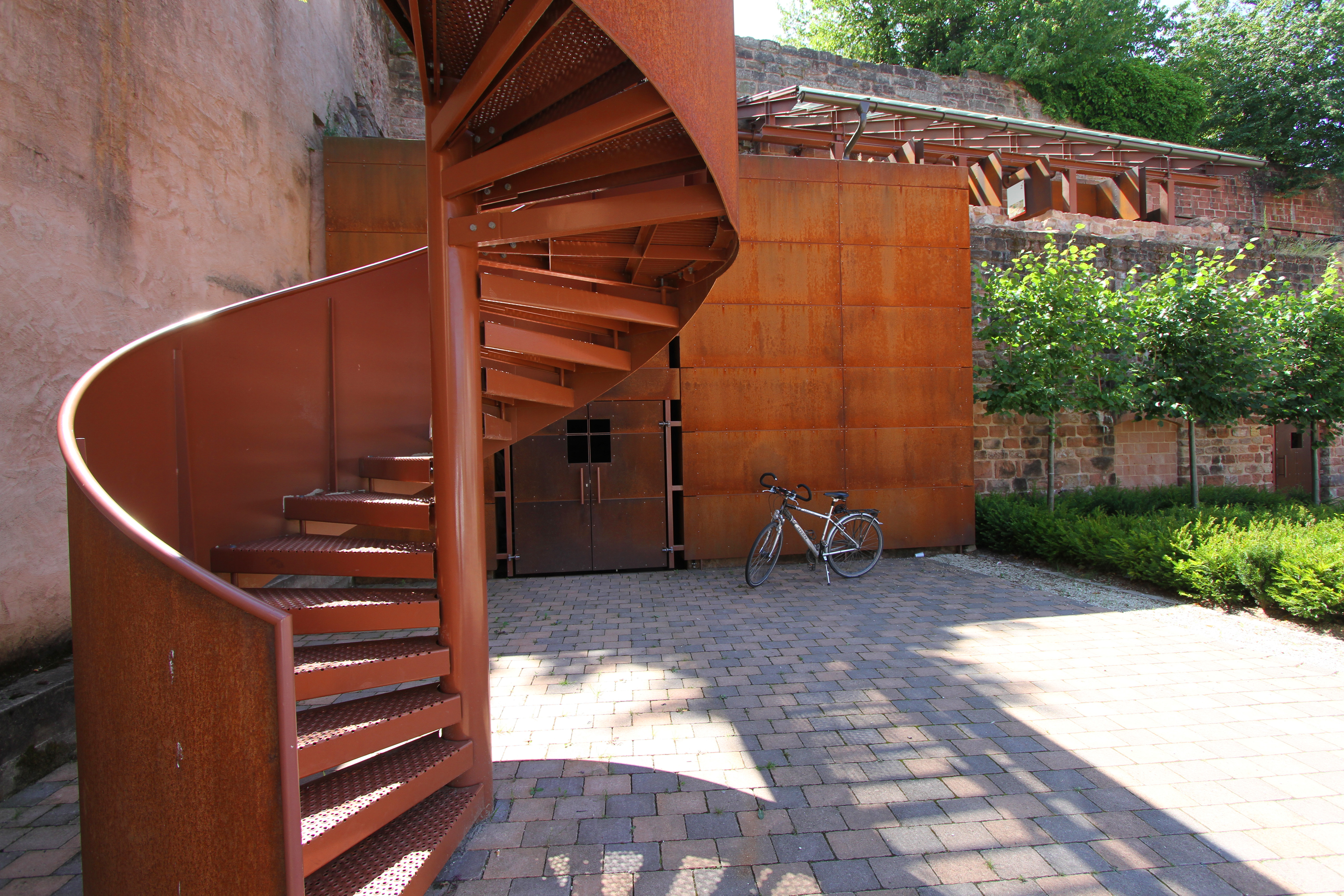
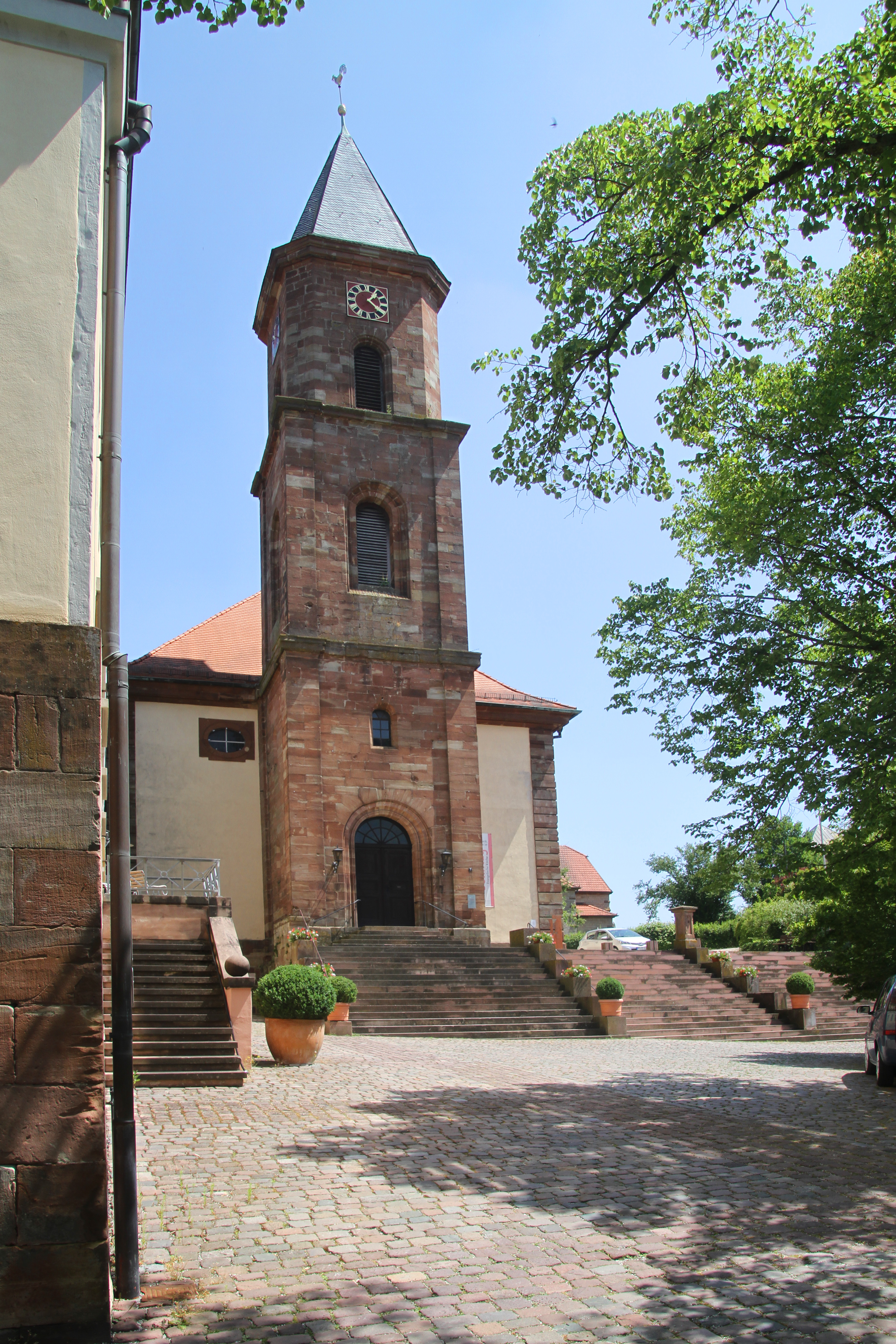
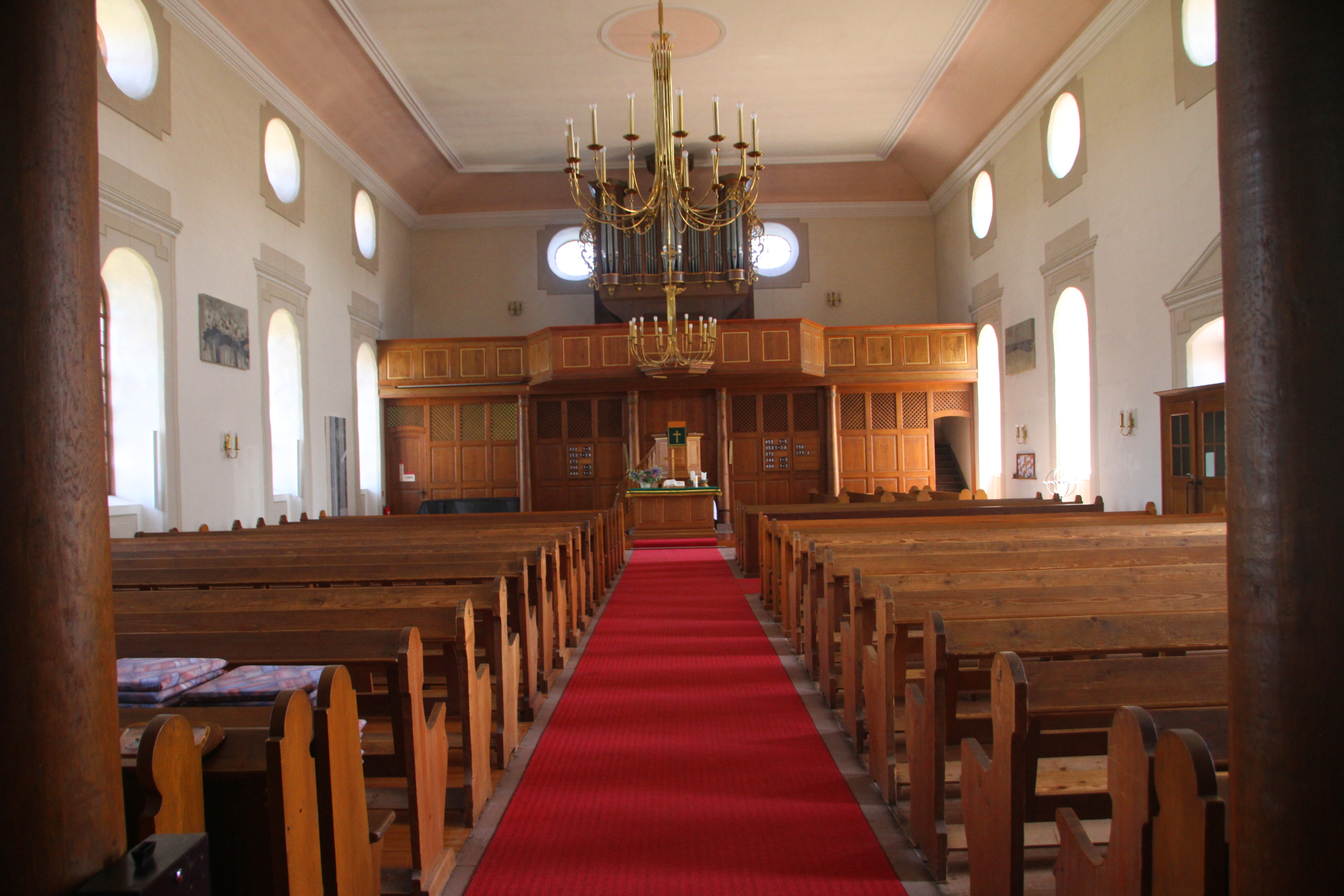
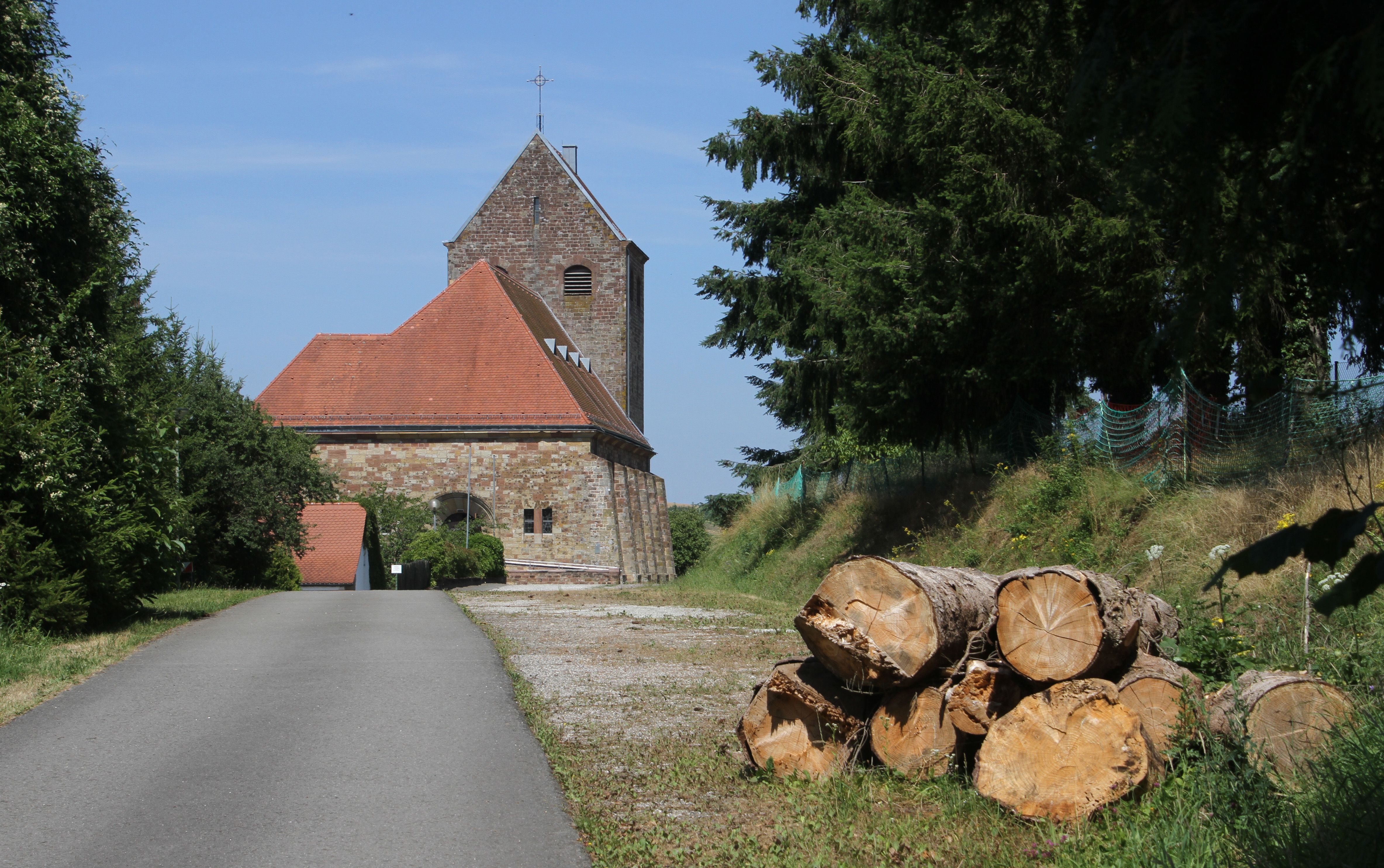
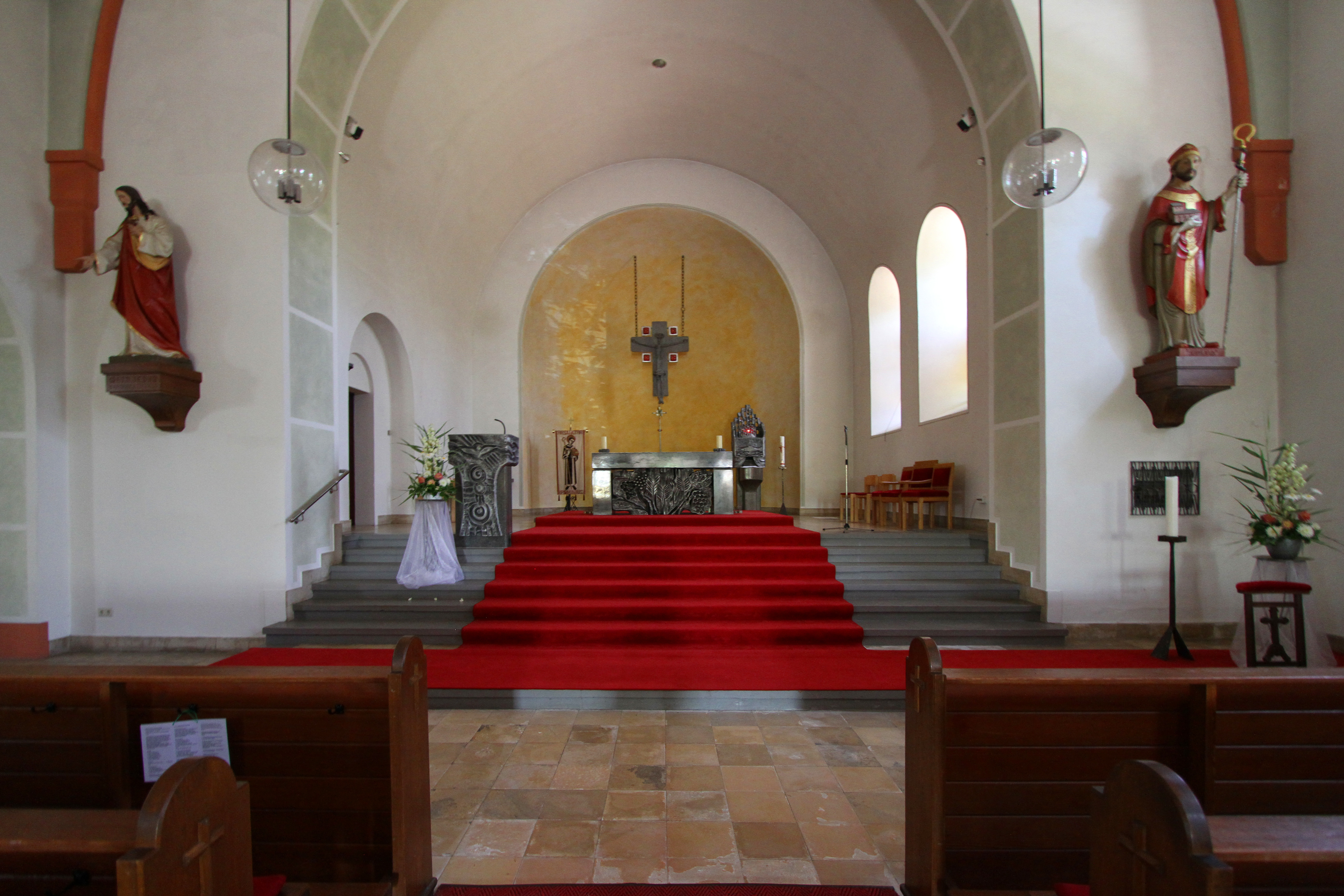
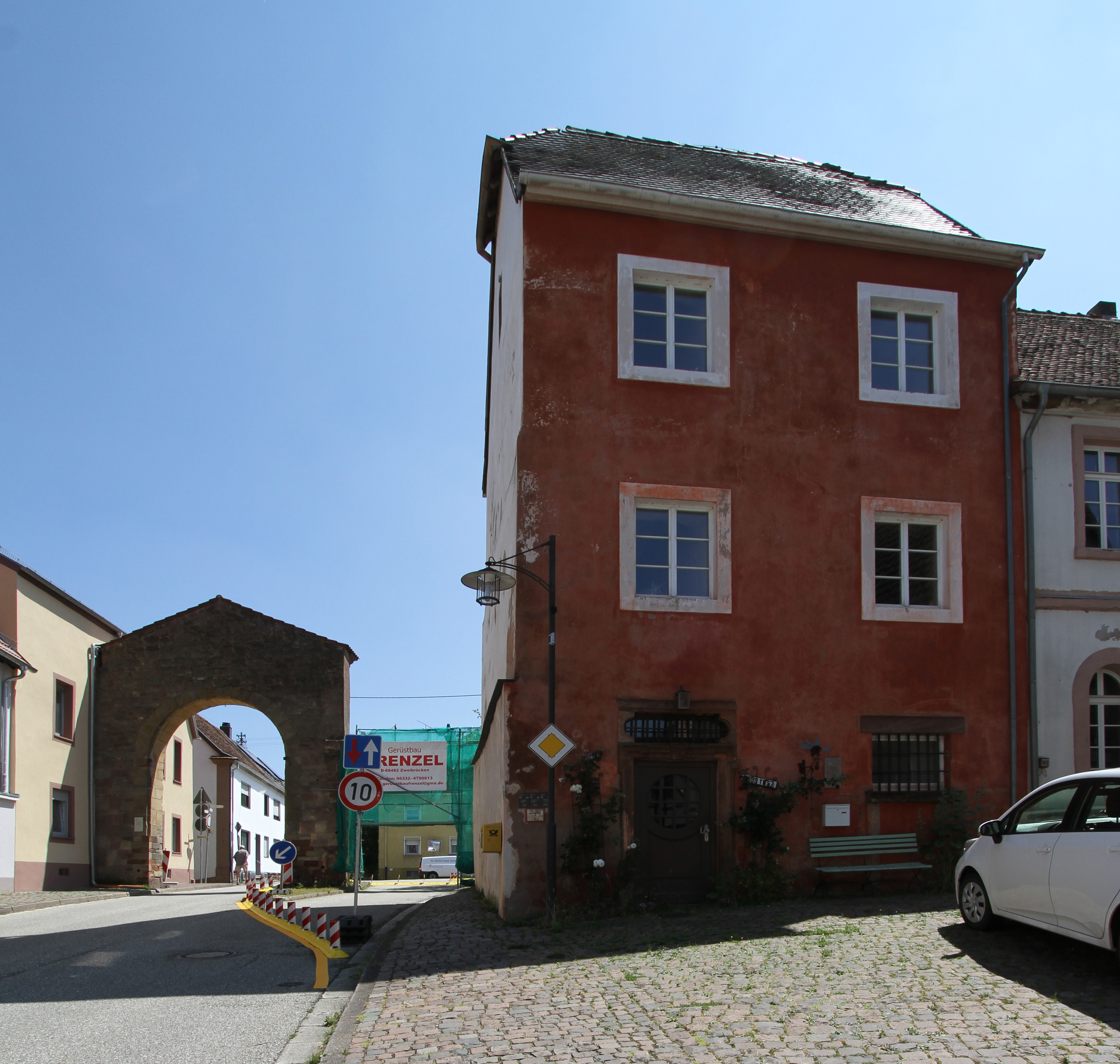
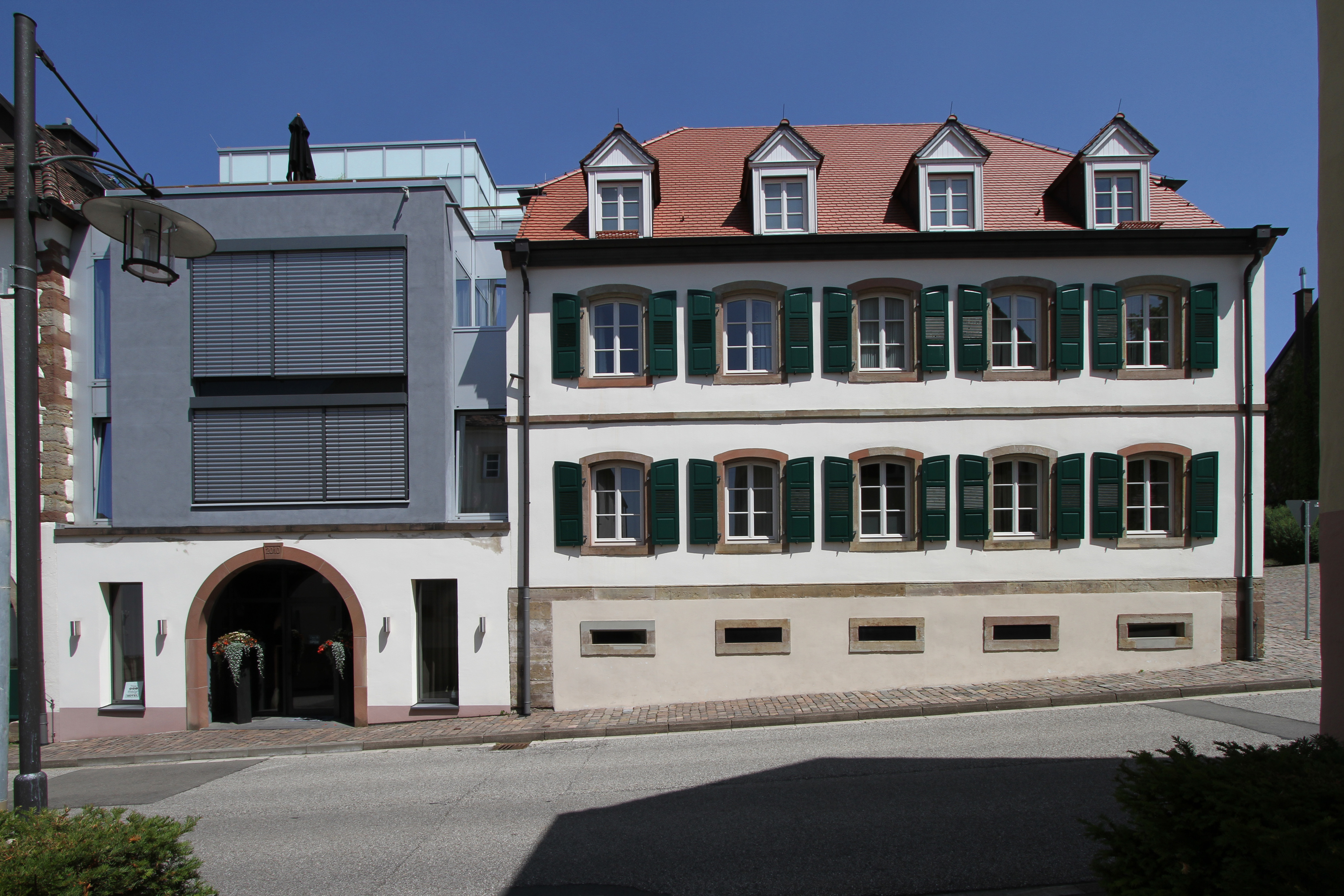
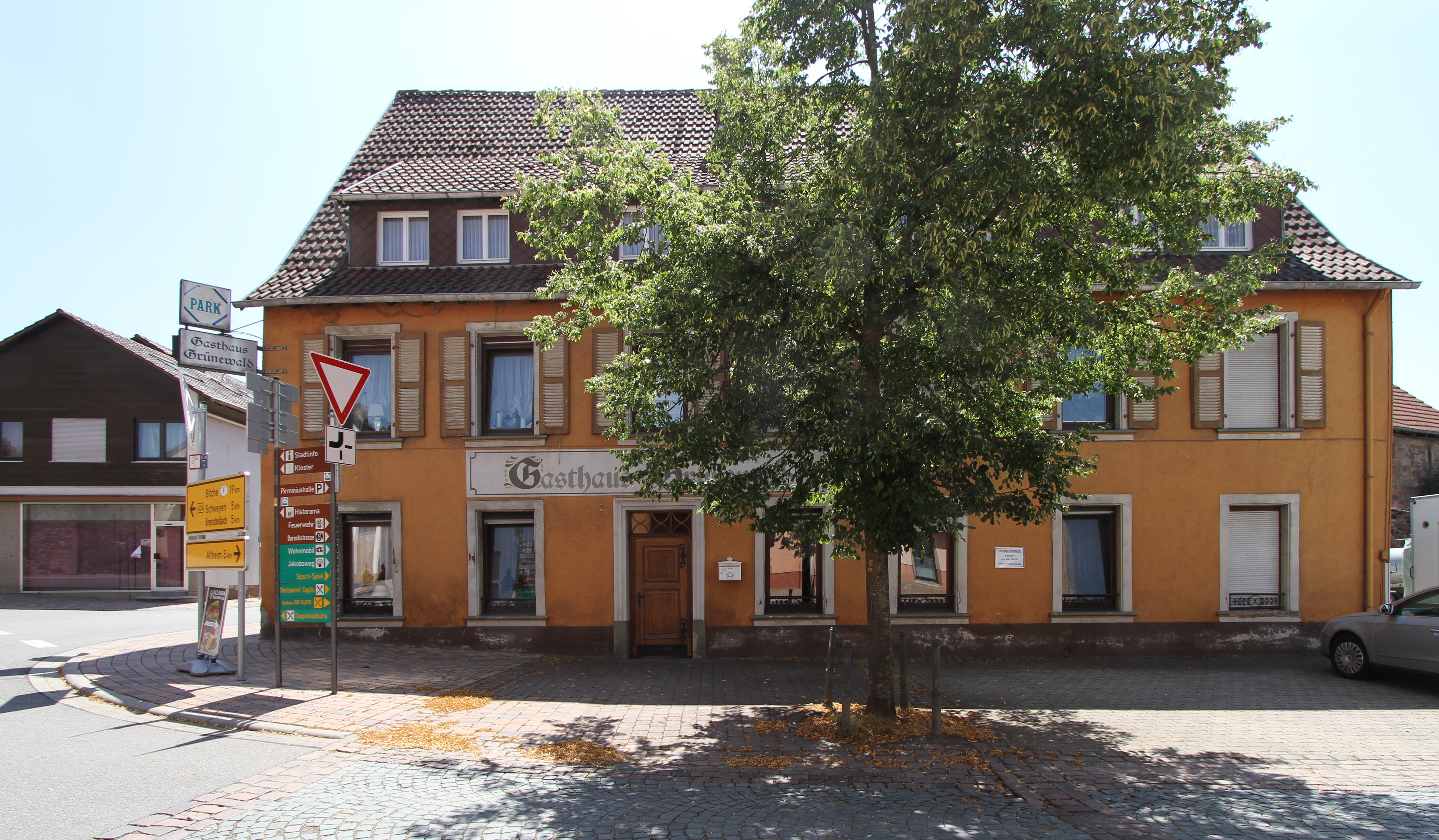